# American President Lines

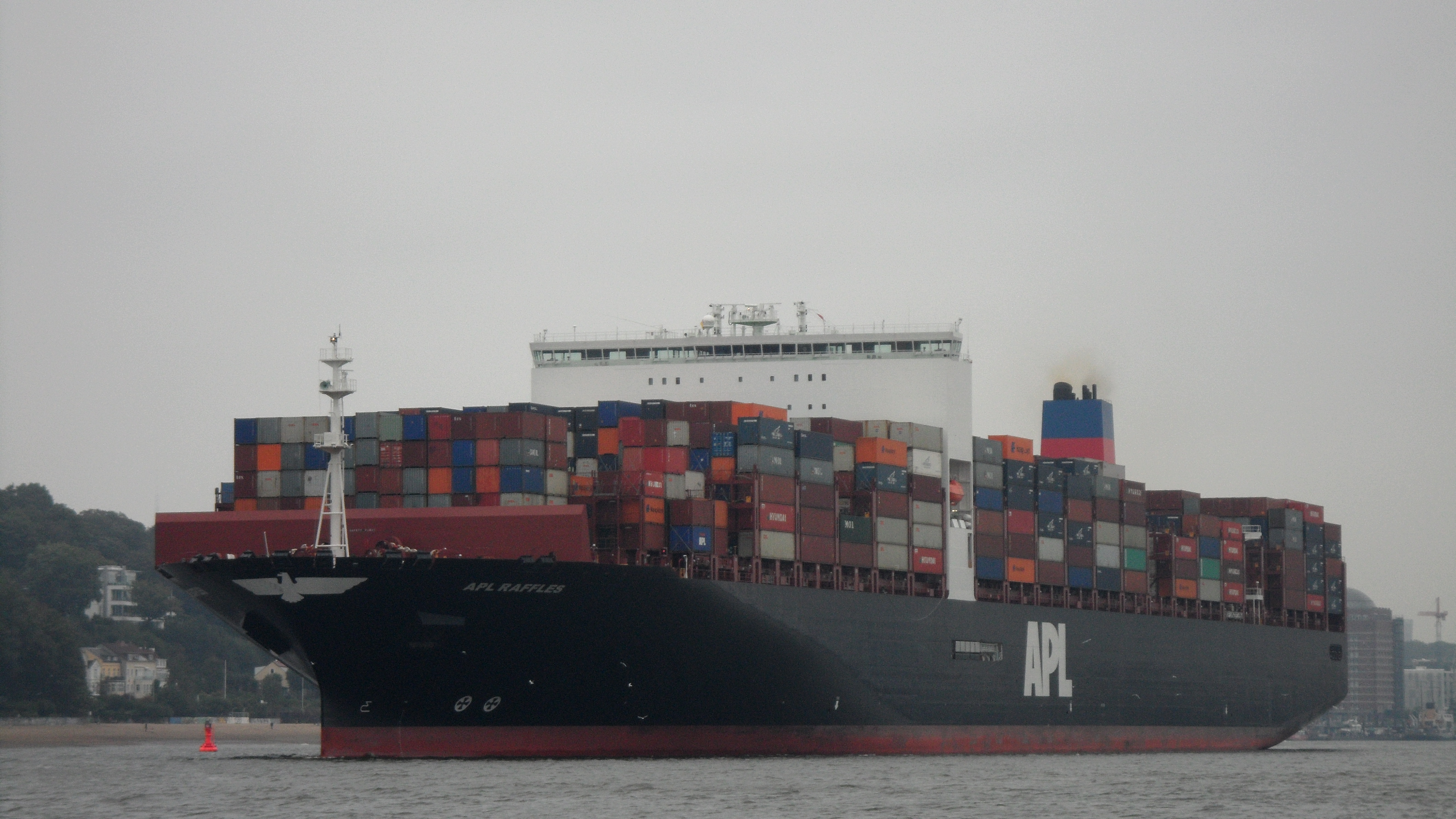
Porte-conteneurs APL Raffles quitte le port de Hambourg

APL (anciennement American President Lines), avec sa société mère CMA CGM, est au 1er juin 2018 la troisième société de transport et d'expédition de conteneurs du monde, fournissant plus de 80 services hebdomadaires.

## Histoire
- En 1938, le gouvernement des États-Unis a repris la direction de la Dollar Steamship Co., en difficulté financière, et a transféré ses actifs à la nouvelle société American President Lines.
- En 1997, la société a été achetée par Neptune Orient Lines pour 285 millions de dollars, au prix de 33,50 dollars par action
- En 2001, la société mère NOL a enregistré des pertes de 57 millions de dollars, suivies d'une perte catastrophique de 330 millions de dollars en 2002.
- En 2003, la société renoue avec les bénéfices.
- En 2016, APL et NOL sont devenues des filiales de CMA-CGM lorsque plus de 90% des actions de la compagnie de Singapour ont été achetées par la compagnie française.